# Vlag van de Republiek China

De Olympische vlag van "Chinees Taipei" wordt in plaats van de Taiwanese vlag gebruikt tijdens onder meer de Olympische Spelen.

De vlag van de Republiek China (traditioneel Chinees: 中華民國國旗; vereenvoudigd Chinees: 中华民国国旗; pinyin: Zhōnghuá Mínguó guóqí), in het Nederlandse taalgebied beter bekend als de vlag van Taiwan, is wellicht het bekendste symbool van de Republiek China. Deze Republiek heeft sinds 1949 de facto alleen het gezag over het eiland Taiwan en enkele nabijgelegen eilanden, maar claimt de legitieme vertegenwoordiger van geheel China te zijn; een claim die door 20 landen erkend wordt. 
De vlag wordt in het Chinees vaak Blauwe hemel, witte zon en geheel rode aarde genoemd (traditioneel Chinees: 青天、白日、滿地紅; vereenvoudigd Chinees: 青天、白日、满地红; pinyin: qīng tiān, bái rì, mǎn dì hóng). Deze bijnaam verwijst naar de elementen van de vlag.
Hoewel de vlag van de Republiek China in het Nederlands het best bekend is als de vlag van Taiwan (omdat men naar de Republiek China verwijst met "Taiwan"), wordt deze terminologie in het Chinees amper gebruikt. De reden hiervoor is dat de vlag niet zomaar de vlag van Taiwan is, maar van een republiek die claimt het legitieme gezag in heel China te vertegenwoordigen. Het ontwerp van de vlag stamt uit 1906 en werd in 1928 de officiële vlag van Kwomintang-China, het gebied waarvan de regering zich in 1949 naar Taiwan terugtrok.

### Een nieuwe vlag?

Voorstel van Donald Liu, 1996

## Symboliek
Lu Hao-tung ontwierp aan het einde van de 19e eeuw een blauwe vlag met een witte zon met twaalf zonnestralen. Zijn ontwerp is rechtsboven in de Taiwanese vlag geplaatst (zie onder Geschiedenis). De twaalf witte zonnestralen staan voor de twaalf maanden en de twaalf traditionele Chinese uren (時辰, shíchén), waarvan elk overeenkomt met twee moderne uren (小時, xiǎoshí, letterlijk: "kleine uren"). Dit symboliseert de vooruitgang met de tijd. Sun Yat-sen plaatste in 1906 de blauwe vlag met de witte zon in het kanton van een geheel rode vlag, gebaseerd op het ontwerp van de vlag van de Verenigde Staten. Het rode vlak in de vlag wordt de "Rode Aarde" genoemd en stond oorspronkelijk symbool voor het bloed van de revolutionairen die zichzelf opofferden om de Qing-dynastie omver te werpen en de republiek te stichten.
De drie kleuren van de vlag werden al ten tijde van het Chinees keizerrijk gelinkt aan de Drie principes van het volk, een symboliek die nog steeds bestaat. Het wit in de vlag symboliseert de volkswelvaart, het blauw staat voor democratie en het rood voor nationalisme; de drie centrale principes van de Kwomintang (KMT).
Daarnaast staan de kleuren voor deugden: het blauw staat voor helderheid, reinheid, vrijheid en een regering van het volk; het wit symboliseert eerlijkheid, zelfopoffering, gelijkheid en een regering door het volk; het rood staat voor broederschap en een regering voor het volk.
In de eerste decennia na de vlucht naar Taiwan en enkele andere eilanden, was de Kwomintang oppermachtig en was diens partijvlag even prominent aanwezig als de nationale vlag. Ook foto's van "Vader des Vaderlands" Sun Yat-sen waren veel te zien. Nog steeds leggen de president en de vicepresident van Taiwan hun eed af voor een foto van Sun Yat-sen, gehangen onder de vlag.

## Ontwerp
Op 17 december 1928 werd de Wet op het nationale embleem en de nationale vlag van de Republiek China (中華民國國徽國旗法, Zhōnghuá Mínguó guóhuī guóqífǎ) van kracht. Hierin zijn de specificaties van de vlag vastgelegd.
De hoogte-breedteverhouding van de vlag is 2:3. Het blauwe kanton linksboven neemt precies een kwart van de vlag in en de breedte en hoogte van het kanton zijn precies de helft van de breedte respectievelijk de hoogte van de vlag.
In het midden van het blauwe kanton staat een witte zon (een cirkel), waarvan de diameter gelijk is aan 3/8 van de hoogte van het kanton. De twaalf stralen staan op een kleine afstand van de zon; die afstand is 1/40 van de hoogte van het kanton. De stralen zijn aan de zijde van de zon enigszins gebogen, zodat de ruimte tussen de zon en de stralen cirkelvormig is. De afstand tussen de punt van een straal en het dichtstbijzijnde raakpunt met de cirkel om de zon, is gelijk aan 13/80 van de hoogte van het kanton. In totaal nemen de zon, de stralen en de tussenliggende ruimte driekwart van de hoogte en de helft van de breedte van het kanton in.

## Geschiedenis

Vlag van de Republiek Formosa

### Vlag van de Republiek Formosa
De Republiek Formosa was een republiek die in 1895 korte tijd bestond op het eiland Taiwan, tussen de terugtrekking van de Chinese troepen van de Qing-dynastie en de komst van de Japanse troepen in het kader van het Verdrag van Shimonoseki. De vlag van deze republiek toonde een tijger op een (waarschijnlijk) blauw veld en had daarom een naam die vrij vertaald luidt: Blauwe vlag met een gele tijger. Welke kleur de achtergrondkleur is, is echter niet geheel, aangezien sommige bronnen niet spreken van blauw maar van zwart en de afbeelding links een paars-grijze kleur laat zien. Mogelijk zijn zowel zwart als paars-grijs mispercepties, doordat de blauwe kleur van overgebleven (afbeeldingen van) vlaggen in de loop der jaren is vervaagd.

### Taiwanese vlag: ontworpen tijdens nadagen keizerrijk

Blauwe lucht met een witte zon, ontworpen door Lu Hao-tung in 1895 en tot op heden gebruikt als vlag van de Kwomintang.

In 1895, toen China nog een keizerrijk onder de Qing-dynastie was, werd de vlag Blauwe lucht met een witte zon ontworpen door Lu Haodong, die later als martelaar werd gezien voor het strijden tegen de Mantsjoes door middel van een democratische opstand. Hij presenteerde zijn ontwerp van een vlag voor het republikeinse leger op 21 februari 1895, bij de oprichtingsbijeenkomst van een anti-monarchistische organisatie. Dit ontwerp werd later aangenomen als de partijvlag van de Kwomintang. In 1906 plaatste Sun Yat-sen (zoals onder Symboliek al vermeld) deze blauwe vlag in het kanton van een geheel rode vlag, waarbij het rode gedeelte symbool staat voor de 'rode aarde'.

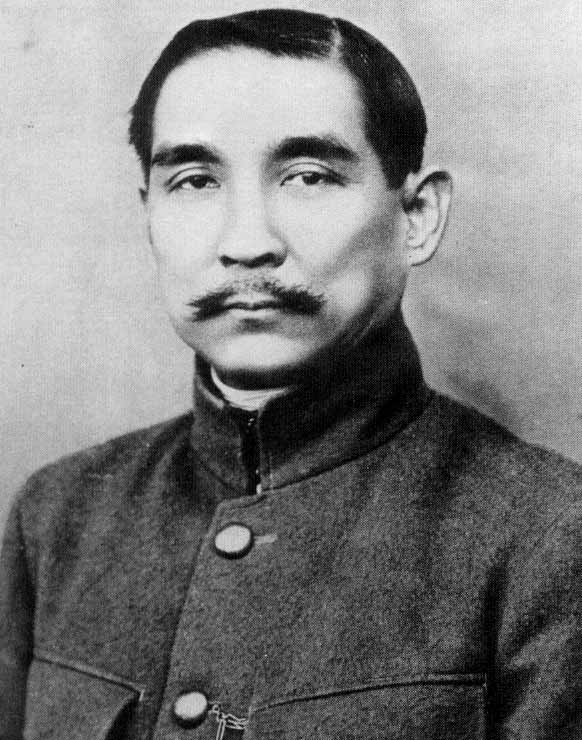
Sun Yat-sen, de ontwerper van de vlag.

Overigens is de ster in de vlag van de KMT ietwat anders dan in de nationale vlag: de punten in de partijvlag zijn korter. Dit detail is weinig bekend, zelfs niet onder inwoners van Taiwan.

### Gebruik van de vlag tussen 1911 en 1928
In 1911 werd de laatste keizer van de Qing-dynastie door een republikeinse opstand van de troon gestoten en werd de Republiek China uitgeroepen. Tijdens de opstand van 1911 gebruikten de afzonderlijke legers verschillende vlaggen. De blauwe vlag met de witte zon werd gebruikt in de provincies Guangdong, Guangxi, Yunnan en Guizhou. In Wuhan gebruikte men een vlag met achttien gele sterren of cirkels, als symbool voor de achttien toenmalige deelgebieden van China. In Shanghai en het noorden van het land, werd een vlag met vijf strepen in de kleurencombinatie rood-geel-blauw-wit-zwart gebruikt, naar het principe van vijf rassen binnen één eenheid. Deze laatste vlag zou in 1912 de nationale vlag worden, terwijl de vlag uit Wuhan door het leger in gebruik werd genomen en Sun Yat-sens vlag als marinevlag dienst zou gaan doen.
Toen president Yuan Shikai in 1913 dictatoriale bevoegdheden verkreeg en de Kwomintang verbood, stelde Sun Yat-sen in Tokio een Chinese regering in ballingschap samen en verordonneerde dat de rode vlag met het blauwe kanton met witte zon de Chinese vlag zou zijn. Hij bleef deze vlag gebruiken toen de Kwomintang in 1917 haar rivaliserende regering naar de Chinese stad Kanton verplaatste.

### Nationale vlag van China vanaf 1928
Op 17 december 1928, na de succesvolle Noordelijke Expeditie die de Kwomintang in China aan de macht bracht, werd de vlag de officiële Chinese vlag, hoewel de vijfkleurige vlag de eerste jaren daarna in het noorden van het land (dat minder Kwomintang-gezind was) nog veel gebruikt zou worden. De vlag van de Guomindang werd eind 19e eeuw door de Chinese revolutionair Lu Haodong ontworpen.
Na de Tweede Wereldoorlog werd de vlag van de republiek vastgelegd in de Chinese grondwet van 1947, maar zij werd in 1949 van het vasteland van China verbannen. De vlag is tot op heden de vlag van de Republiek China op Taiwan; die republiek claimt ook dat de vlag nog steeds de vlag van China is.
In 1954 werd zoals reeds vermeld de Wet op het nationale embleem en de nationale vlag van de Republiek China China van kracht. Deze specificeerde de kleuren, afmetingen, verhoudingen, productiewijze en vlaginstructie. De inhoud van deze wet wordt op Taiwanese middelbare scholen onderwezen.

## Controverse

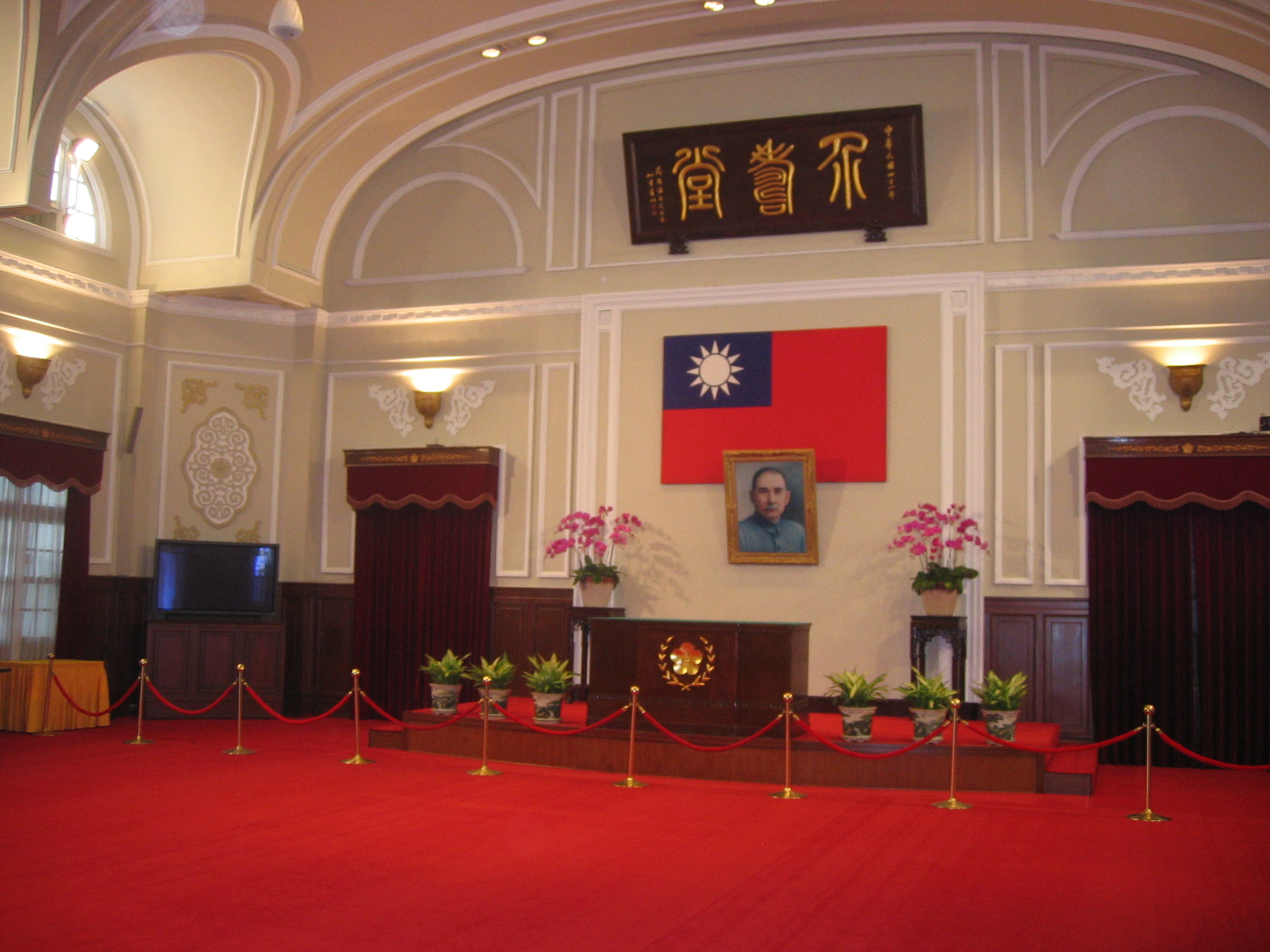
In de Chieh Shou-zaal in het presidentsgebouw, waar de Taiwanese presidenten hun eed afleggen, hangt de vlag samen met een portret van Sun Yat-sen.

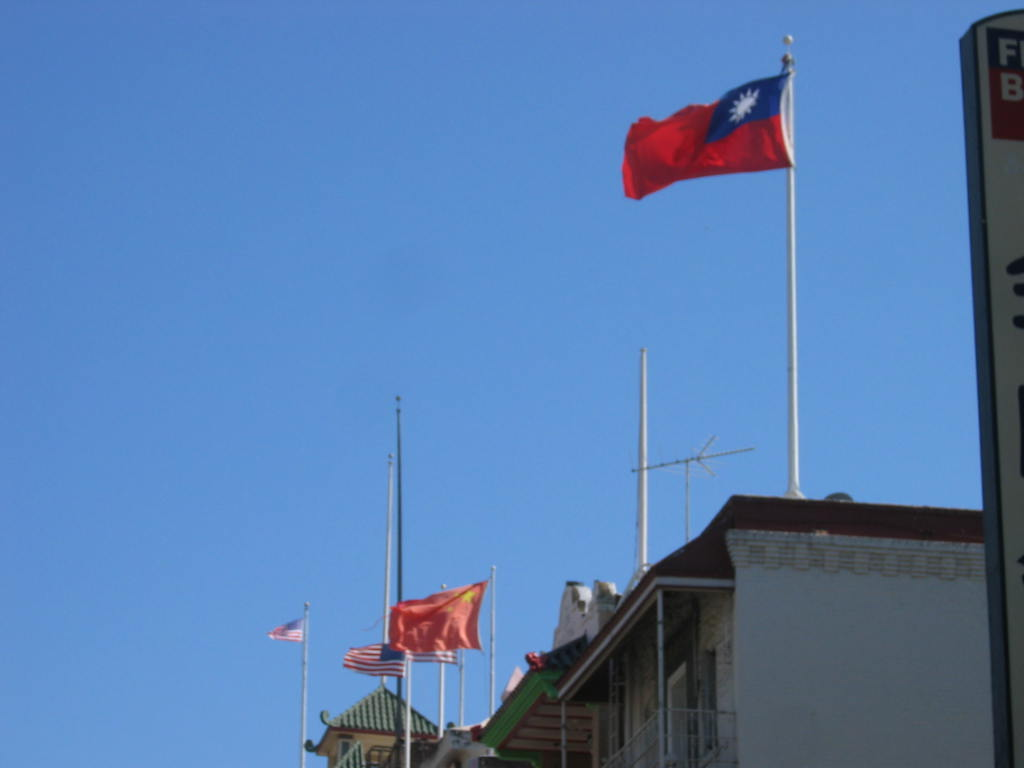
De vlaggen van de Republiek en de Volksrepubliek China wapperen samen met de Stars and Stripes boven de gebouwen van Chinatown in San Francisco. De meeste Chinese organisaties in San Francisco, waaronder de Chinese Six Companies, blijven de vlag van de Republiek China uitsteken vanwege de hechte banden met de KMT.

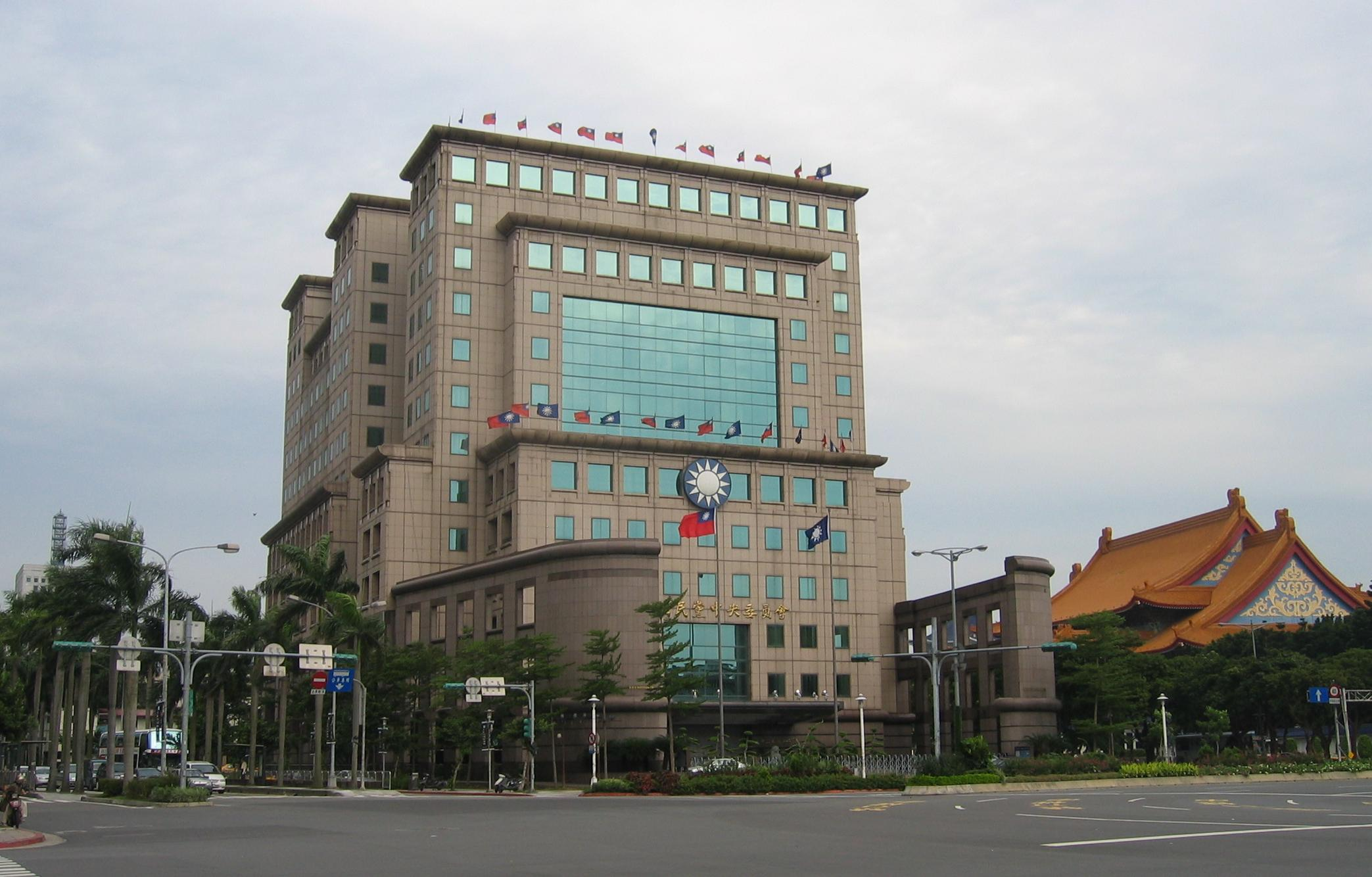
Taiwanese vlaggen en vlaggen van de Kwomintang voor en op het oude hoofdkwartier van de Kwomintang.